# Caudicornia xanthopimpla
Caudicornia xanthopimpla is een vlinder uit de familie wespvlinders (Sesiidae), onderfamilie Tinthiinae.
Caudicornia xanthopimpla is voor het eerst wetenschappelijk beschreven door Bryk in 1947. De soort komt voor in het Oriëntaals gebied.